# Francisco Aguabella
Francisco Aguabella (Matanzas, 1925. október 10. – Los Angeles, 2010. május 7.) kubai folk-, dzsessz-, tánczenész.

## Pályakép
Francisco Aguabella 1954-ben Katherine Dunhammel és Shelley Wintersszel szerepelt az Olaszországban forgatott „Mambo” című filmben. Már 1953-tól az Egyesült Államokban élt. A következő hét évben Peggy Lee-vel koncertezett és turnézott.
Francisco Aguabella egyike azoknak a kubai zenészeknek, akik az 1940-es, -50-es években érkeztek az Egyesült Államokba, köztük Chano Pozo, Mongo Santamaría, Armando Peraza, Julito Collazo, Carlos Vidal Bolado és Modesto Durán is.
Hosszú pályafutása során Aguabella fellépett Európában, Ausztráliában, Dél-Amerikában és szerte az Egyesült Államokban (a Fehér Házat is). Aguabella számos nagyszerű dzsesszmuzsikussal lépett fel, mint például Dizzy Gillespie, Tito Puente, Mongo Santamaria, Frank Sinatra, Peggy Lee, Eddie Palmieri, Cachao, Lalo Schifrin, Cal Tjader, Nancy Wilson, Poncho Sanchez, Bebo Valdes, Carlos Santana.
Az 1970-es években tagja volt a Jorge Santana latin rockegyüttesnek, a Malo-nak. Oktató volt az Explorations in Afro-Cuban Dance and Drum workshopon, amelynek a Humboldt State University Office of Extended Education adott otthont. Los Angelesben élt, ahol afro-kubai dobolást tanított a University of California hallgatóinak.
Aguabella 2010. május 7-én halt meg Los Angelesben, rákban.

## Lemezválogatás
- 1999: Agua de Cuba
- 1999: H2O
- 2002: Cubacan
- 2002: Cantos a los Orishas
- 2004: Ochimini

## Filmek
- 1954: Mambo (R.: Robert Rossen)
- 1985: Sworn to the Drum: A Tribute to Francisco Aguabella (R.: Les Blank)

## Díjak
Aguabella számos díjat kapott, köztük 1992-ben a National Endowment for the Arts-tól National Heritage Fellowship-et,] a Durfee Foundation Master-tól a Musicians' Fellowship-et, valamint aLos Angeles County Arts Commission elismerését.

## Fordítás
Ez a szócikk részben vagy egészben  a   Francisco Aguabella című angol Wikipédia-szócikk ezen változatának fordításán alapul.  Az eredeti cikk szerkesztőit annak laptörténete sorolja fel. Ez a jelzés csupán a megfogalmazás eredetét és a szerzői jogokat jelzi, nem szolgál a cikkben szereplő információk forrásmegjelöléseként.